# Jan Persson

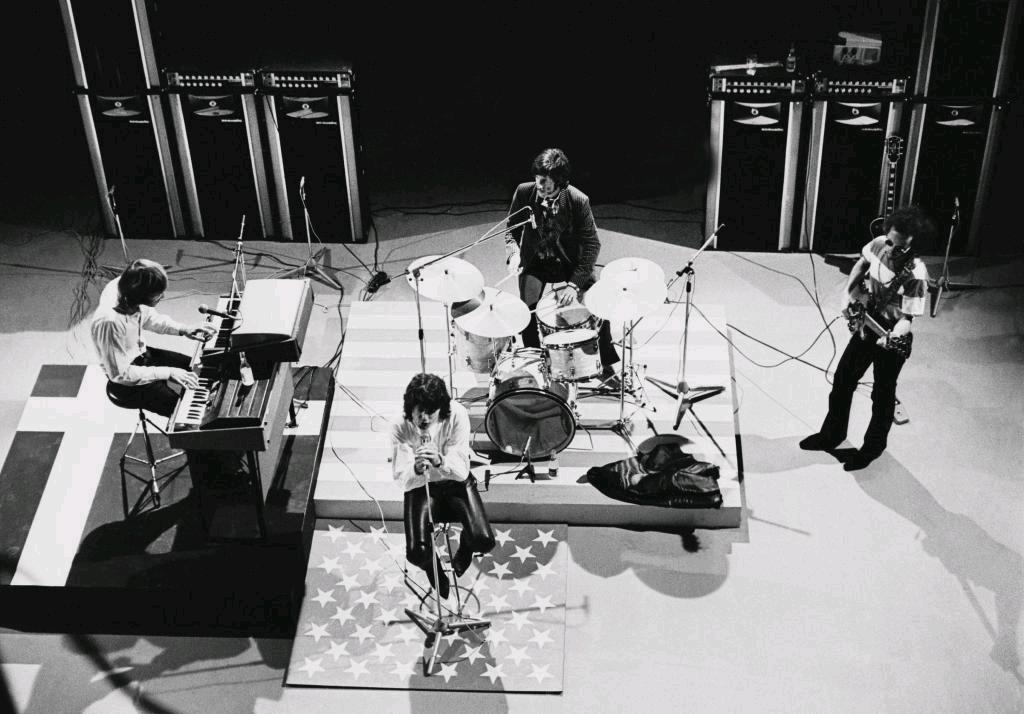
Jan Persson: Skupina Doors v Kodani, 1968

Jan Persson (22. července 1943 Kodaň – 15. listopadu 2018 tamtéž) byl dánský fotograf. Na volné noze pracoval od roku 1962 pro dánské noviny a časopisy v Kodani a okolí. Brzy se specializoval na dokumentaci jazzové scény, později portrétoval beatové a rockové hudebníky, kteří navštívili Kodaň v šedesátých a sedmdesátých letech 20. století. Jeho díla byla publikována v řadě knih a na výstavách (viz bibliografie a výstavy) a jeho snímky byly použity na více než 1000 obalech alb a CD.

## Životopis

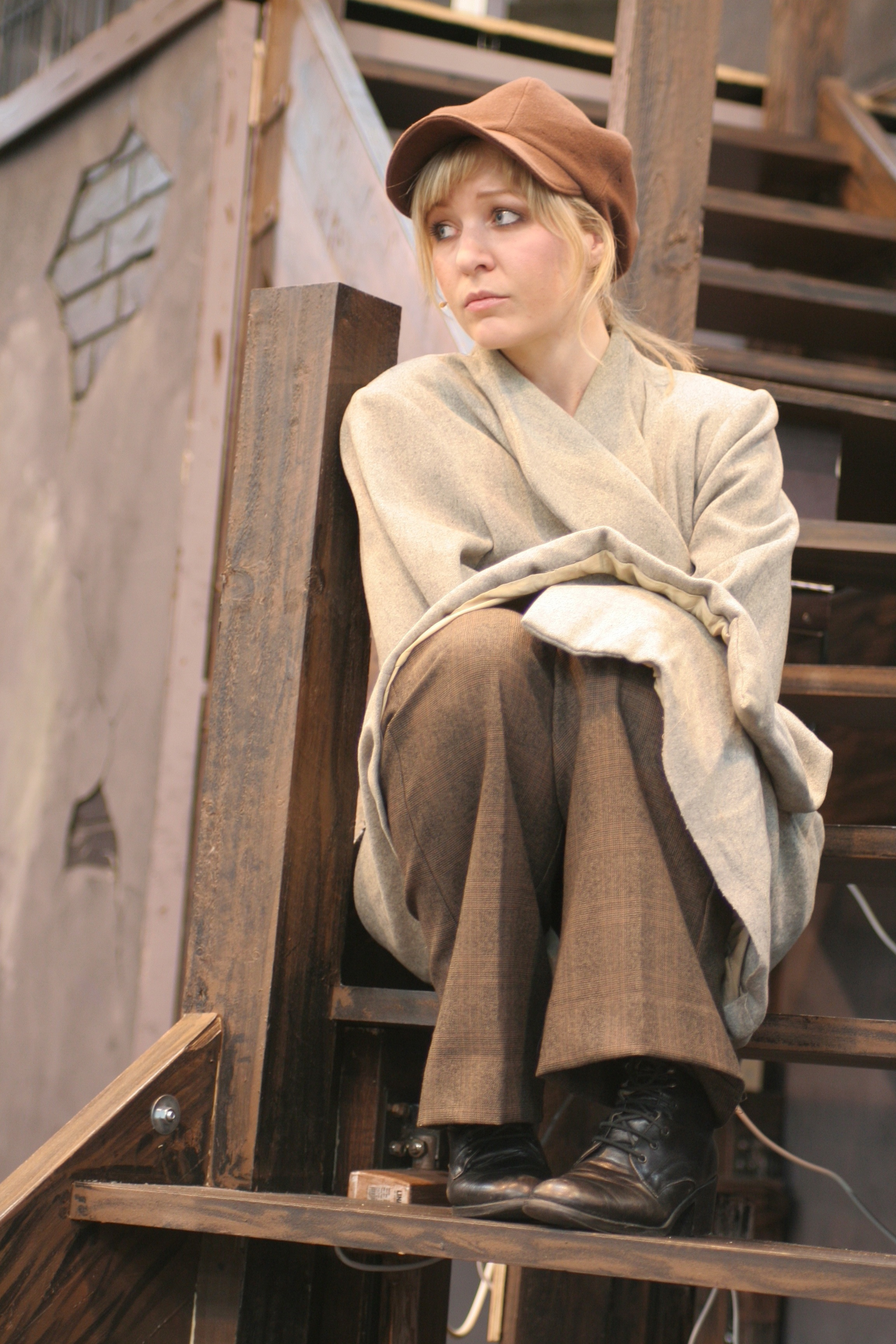
Jeho dcera dánská herečka Julie Lundová

Persson od roku 1962 dodával snímky do dánských časopisů Down Beat, Jazz Special, italského Musica Jazz, britského týdeníku Melody Maker a do dánských novin Politiken, Berlingske Tidende nebo Ekstra Bladet.
V březnu 2004 získal cenu Ben Webster. Jeho fotografie byly publikovány celou řadou časopisů, nahrávacích společností a použity v dokumentárních filmech o historii jak jazzové, tak i rockové hudby. Perssonovy jazzové a rockové fotografie obsahují americké jazzové velikány Louise Armstronga a Milese Davise až po rockové ikony Boba Dylana a Jimiho Hendrixe. Jeho fotografické archivy byly vystaveny v mezinárodním měřítku. Více než 15 000 obrázků se nyní nachází ve složkách Aalborské univerzity v Dánsku.
Persson zemřel v roce 2018 ve věku 75 let na rakovinu v hospicu v Kodani. Zanechal manželku a čtyři děti z předchozího manželství, včetně dánské herečky Julie Lundové.

## Výstavy
- Musikhuset Århus, Dánsko, 1990
- Govinda Gallery, Washington, USA ”Monks World”, 1997
- The Jazz Gallery, New York, USA ”Images of Miles Davis”, 1998
- North Sea Jazz Festival, Den Haag, Holland with Gorm Valentine & Jørgen Bo, 1999
- Putovní výstava ve Španělsku s Gorm Valentin & Jørgen Bo, 2001
- Missouri History Museum, St.Louis USA. 24 fotografií Milese Davise, 2001
- Putovní výstava v Itálii společně s Gorm Valentin & Nicola Fasano, 2003
- Studio Gallery, Los Angeles, USA, 2005
- The Jazz Bakery, Los Angeles, USA, 2005
- Copenhagen Central Library, Dánsko, 2006
- Gladsaxe Main Library, Dánsko, 2007
- Casa Bossi, Novara Jazzfestival, Itálie, 2011

## Ocenění
- Ben Webster Prize, Dánsko, 2004[4]
- Jazzformidlerprisen (The Jazz Communicator Award), Dánsko, 2009[5]